# Berg am Laim
Berg am Laim (bairisch Berg am Loam) ist der Stadtbezirk 14 der bayerischen Landeshauptstadt München. Seit der Neugliederung im Jahr 1992 gehört Berg am Laim einwohnermäßig zu den kleinsten Münchner Stadtbezirken. Berg am Laim hat keinen geographischen Bezug zum zehn Kilometer weiter westlich gelegenen Münchner Stadtbezirk 25 Laim.

## Lage
Berg am Laim liegt im Osten von München und ist eingebettet zwischen Haidhausen im Westen, Trudering im Osten und Ramersdorf im Süden. Die Grenze zu Bogenhausen im Norden wird durch die Bahnstrecken München–Simbach und München–Rosenheim im Bereich der Station Berg am Laim gebildet. Dadurch wurden die ehemaligen Ortsteile Zamdorf und Steinhausen, die ursprünglich zur ehemaligen Gemeinde Berg am Laim gehörten, dem Stadtbezirk Bogenhausen zugeschlagen.
Nachbarbezirke sind Bogenhausen im Norden, Trudering-Riem im Osten, Ramersdorf-Perlach im Süden und Au-Haidhausen im Westen.

## Geschichte und Entwicklung

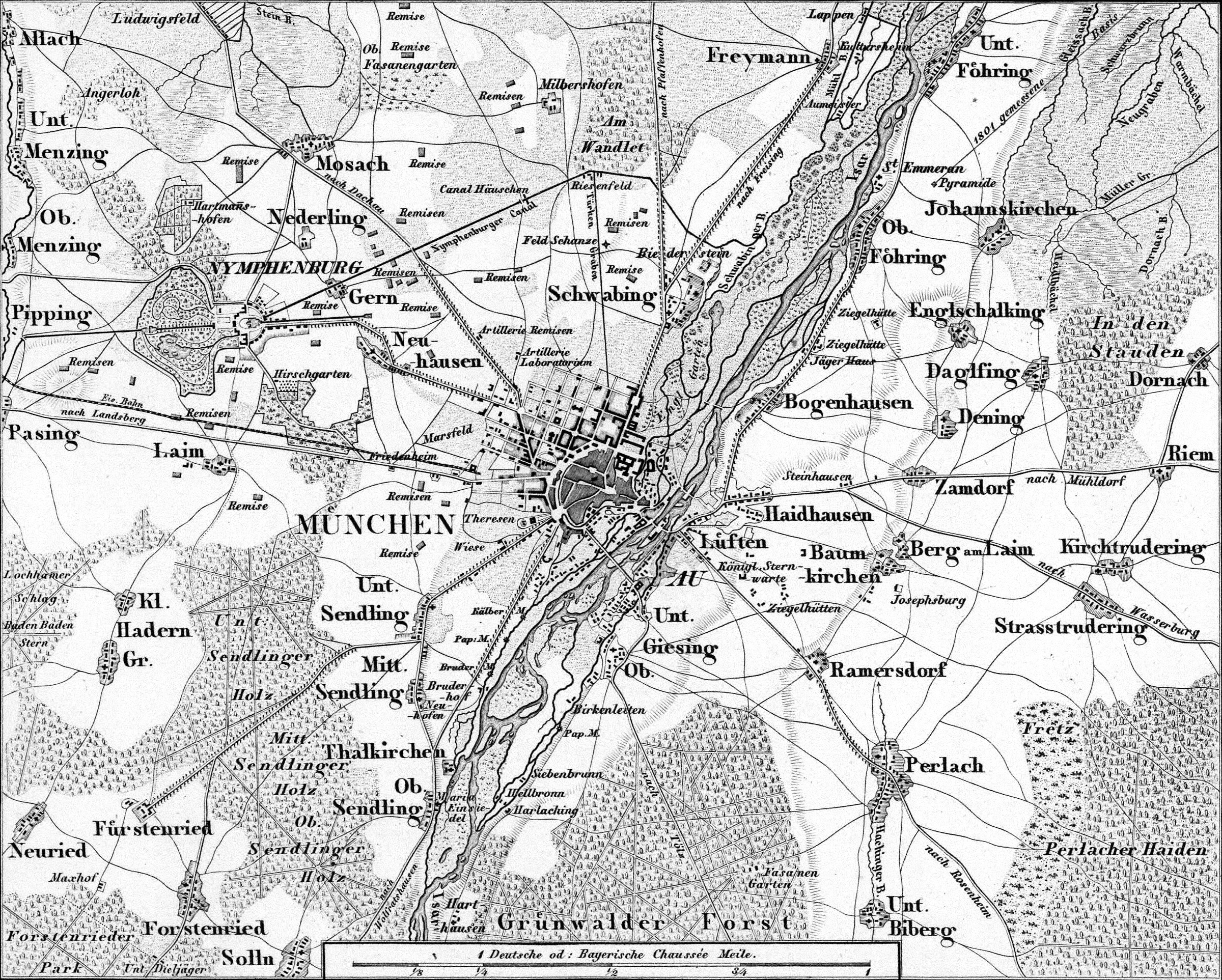
Berg am Laim auf einer Karte von 1858

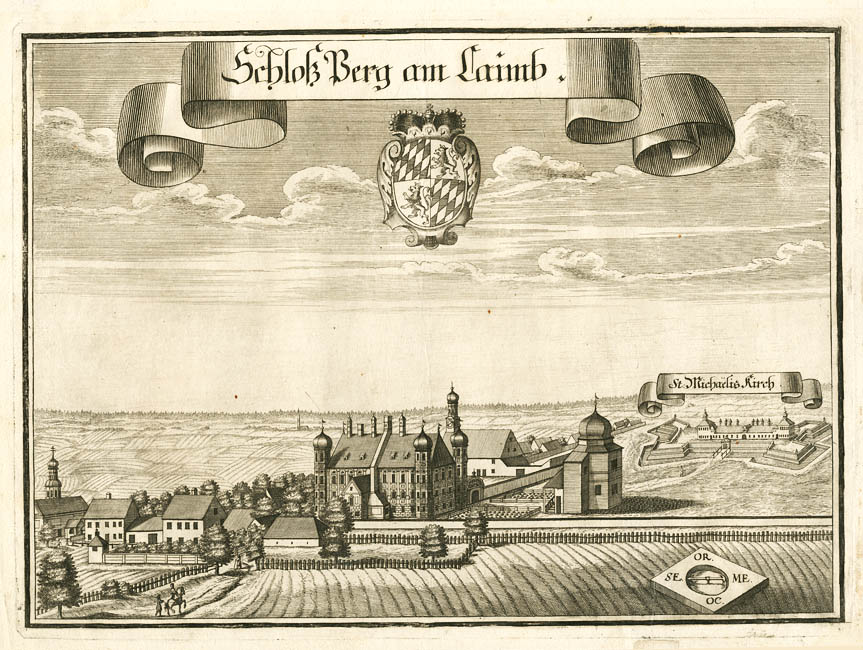
„Schloß Perg am Laimb“ und „St. Michaelis Kirch“ im 18. Jahrhundert (Stich von Michael Wening)

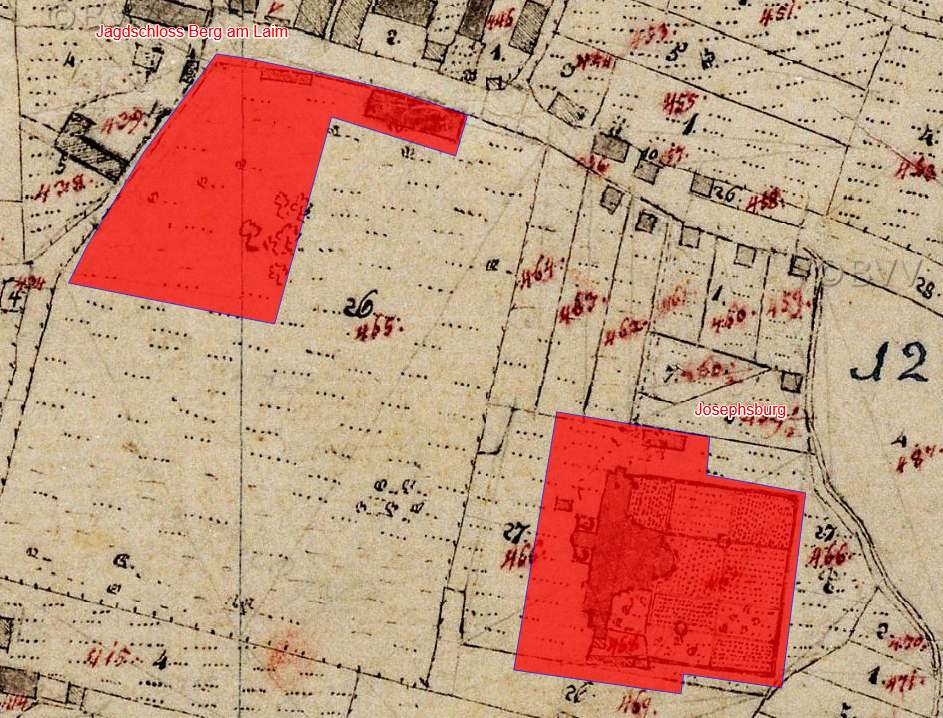
Lageplan von Jagdschloss Berg am Laim und der Josephsburg auf dem Urkataster von Bayern

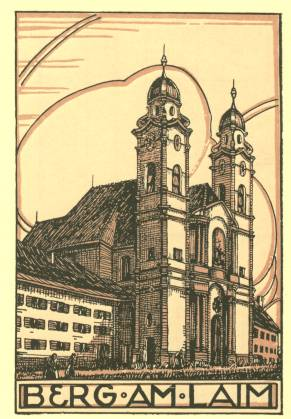
Alte Ansichtskarte von St. Michael München-Berg am Laim

### Bis zum 19. Jahrhundert
Berg am Laim wurde am 23. April 812 als „ad Perke“ urkundlich erwähnt, der Zusatz „am Laim“ als „auf dem Laimb“ erstmals 1430. Der Begriff Laim bedeutet im heutigen Deutsch „Lehm“. Der Name beschreibt die Lage auf einer Erhöhung (Berg), die sich auf der etwa ein Kilometer breiten Löß-Lehm-Zunge der Münchner Schotterebene zwischen Ismaning und Berg am Laim befindet. Ziegel aus Berg am Laim wurden für große Teile der mittelalterlichen und frühneuzeitlichen Münchner Innenstadt und für die Frauenkirche verwendet. Arbeiter der Ziegeleien siedelten in der Gründerzeit in der Gegend ihrer Arbeitsorte. Um 1900 ging die Ziegelbrennerei wegen Erschöpfung der Lehmvorkommen zugrunde.
Berg am Laim war Sitz einer Hofmark des Hochstifts Freising. Sie kam an den Kölner Kurfürsten Joseph Clemens von Bayern, Bruder von Kurfürst Max Emanuel von Bayern, da er auch Fürstbischof von Freising war. Vor der Säkularisation war die Hofmark dann persönliches Eigentum von Mitgliedern des Hauses Wittelsbach. Der bedeutendste Inhaber war der Kölner Kurfürst Clemens August I. von Bayern, der die bedeutende barocke Stiftskirche St. Michael als Ritterordens- und Bruderschaftskirche errichten ließ. Er ließ auch das Jagdschlösschen für Herzog Ferdinand Maria Innozenz von Bayern errichten, seit 1840 Institut der Englischen Fräulein, heute Mädchenrealschule und Pfarrbüro.
Die Anlage wird als Bodendenkmal unter der Aktennummer D-1-7835-0583 im Bayernatlas als „untertägige frühneuzeitliche Befunde im Bereich des abgegangenen Hofmarkschlosses von Berg am Laim mit barocker Gartenanlage sowie des herzoglichen Jagdschlosses“ geführt.
Mit dem bayerischen Gemeindeedikt wurde Berg am Laim 1818 zur selbständigen Gemeinde erhoben und erhielt ein eigenes Patrimonialgericht. Baumkirchen, Echarding und Josephsburg wurden Ortsteile. Letzter Inhaber der Patrimonialgerichtsbarkeit war bis 1835 Wilhelm von Hompesch zu Bolheim.
Die Eingliederung nach München erfolgte am 1. Juli 1913.

### Historische Ortsteile der Gemeinde Berg am Laim

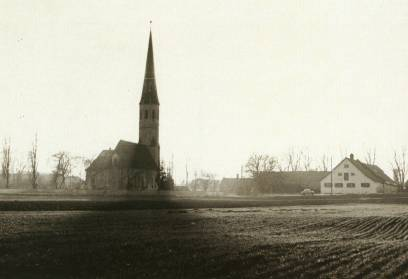
St. Stephan München-Baumkirchen

#### Baumkirchen
Das Pfarrdorf wurde 870 erstmals als „ad Pouminunchirihum“ erwähnt. Der Name bedeutet entweder „Aus Baumstämmen gefertigte Kirche“ oder „mit Bäumen umstandene Kirche“. Der Ortskern befand sich um die katholische Filialkirche St. Stephan, die eine der ältesten urkundlich erwähnten Kirchen im Raum München ist. Ihre Erbauung könnte auf die Zeit um 800 zurückgehen, denn in einer Urkunde von 813 wird von einer Kirchenstiftung an das Bistum Freising berichtet. Im Zuge der Säkularisation 1806 verlor St. Stephan auf Grund eines königlichen Erlasses seinen Status als Pfarrkirche an die „Bruderschaftskirche“ St. Michael Berg am Laim und wurde selbst zur Filialkirche. 1818 wurde Baumkirchen Teil der Gemeinde Berg am Laim, die Eingliederung nach München als Teil der Gemeinde Berg am Laim erfolgte am 1. Juli 1913.

#### Echarding
Der Ort wurde erstmals 1091 als „Erhartingin“ erwähnt, der Name bedeutet so viel wie „Besitz des Erhards“. Die Eingliederung nach München als Teil der Gemeinde Berg am Laim erfolgte am 1. Juli 1913.

#### Josephsburg
Der Ort entstand 1693 als Residenz des Kölner Kurfürsten Joseph Clemens von Bayern, Bruder von Kurfürst Max Emanuel von Bayern. 1701 erfolgte die Benennung der Ortschaft nach ihrem Erbauer als „Josephs-Burg“. 1818 wurde der Ort Josephsburg Teil der Gemeinde Berg am Laim, die Eingliederung nach München als Teil der Gemeinde Berg am Laim erfolgte am 1. Juli 1913.

#### Pachem
Der Ort wurde 1315 als „Pachem“ erstmals erwähnt. Der Name leitet sich vom „Bach“ ab, wahrscheinlich ist hier der Hachinger Bach Namensgeber. Die Kapelle Pachem wird 1315 als Filiale von St. Stephan Baumkirchen erwähnt. 1384 wird der Ort noch einmal genannt und ist dann abgegangen.
Außerdem kamen 1875 Steinhausen und Zamdorf, die zuvor zur Gemeinde Daglfing gehört hatten, zur Gemeinde Berg am Laim. Diese beiden Ortsteile wurden 1937 dem Stadtbezirk Bogenhausen zugeordnet.

### Entwicklung von 1900 bis 1945

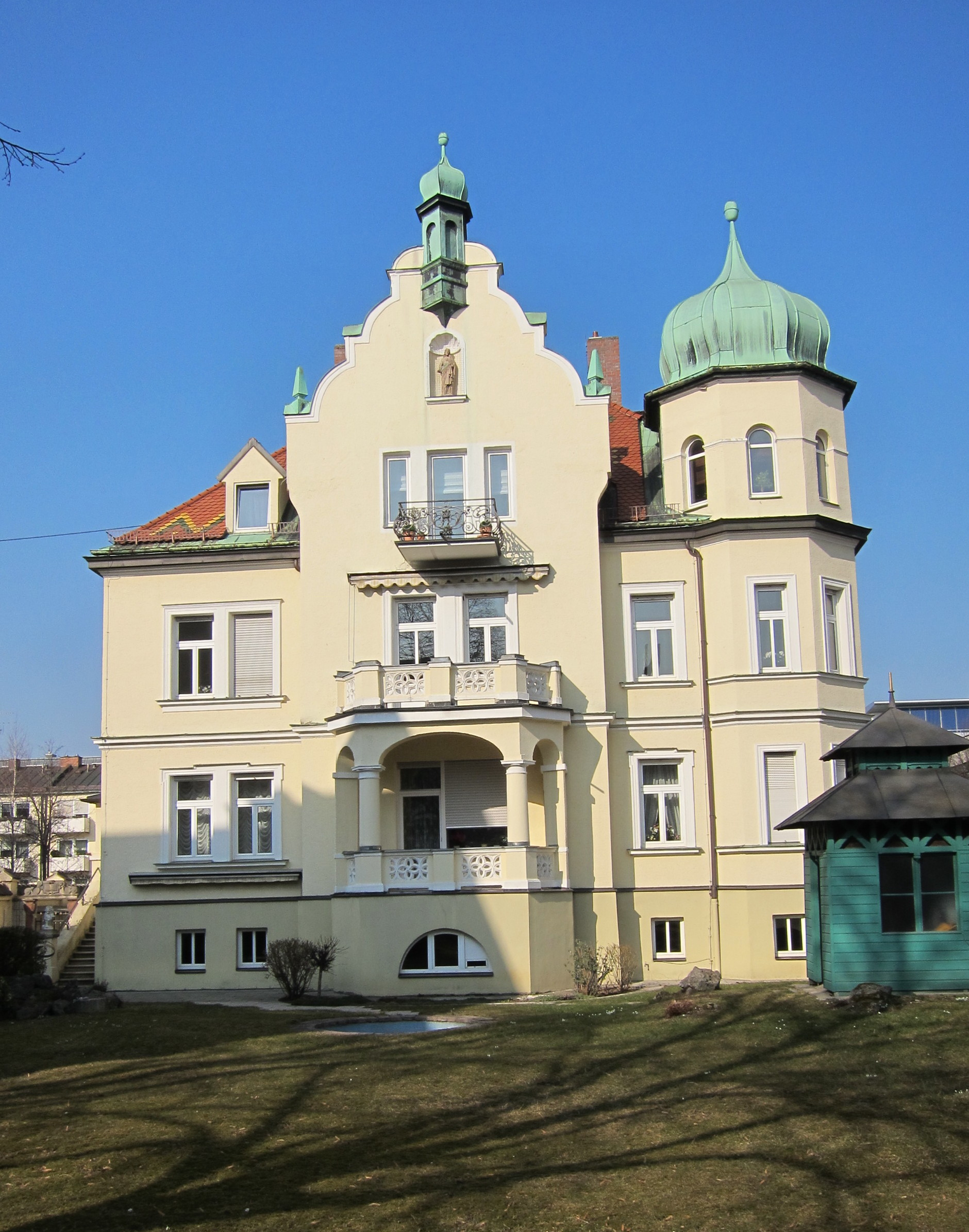
Grundler-Villa

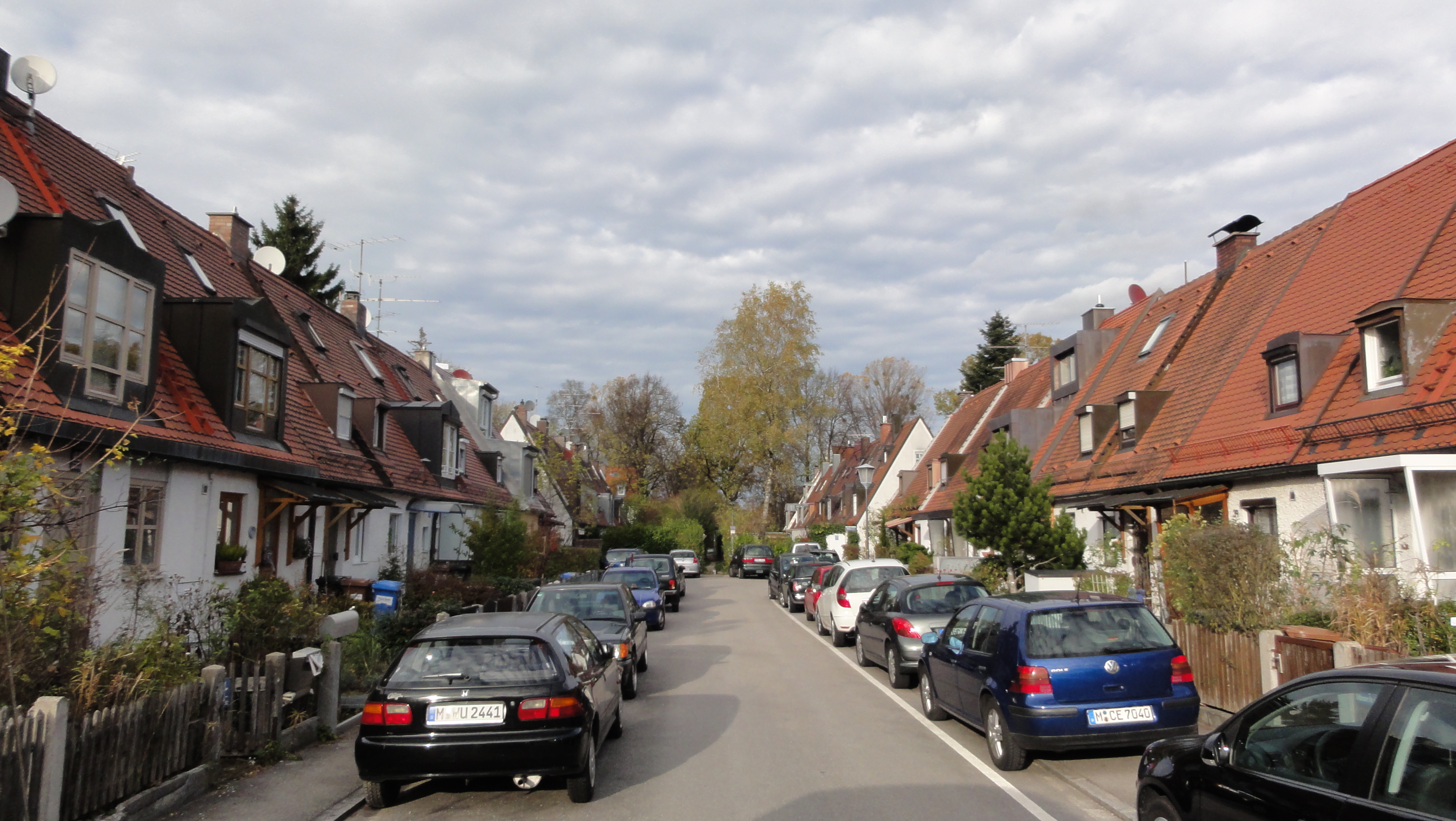
Heilbrunner Str.: Einige verbliebene Gebäude aus der Zeit zwischen 1936 und 1939

Die Berg am Laimer Eisenbahnersiedlungen
Die Entwicklung Berg am Laims ab etwa 1900 wurde stark von den 1871 eröffneten Eisenbahnstrecken von München in Richtung Simbach und in Richtung Rosenheim beeinflusst. In der Folge entstanden in Berg am Laim bis 1924 unter anderem ein Rangierbahnhof und ein Bahnbetriebswerk mit dem entsprechenden Personalbedarf. Östlich des Ostbahnhofs und entlang des Richtung Osten verlaufenden Bahnkörpers entstanden vor dem Ersten Weltkrieg die ersten Eisenbahnerwohnungen im Geschosswohnungsbau, die in der Zeit zwischen den Weltkriegen stark erweitert wurden. Das bis heute existierende Eckhaus an der Kreuzung Berg-am-Laim-Straße/Leuchtenbergring wurde 1901 errichtet und war eines der ersten Häuser in Berg am Laim im Geschosswohnungsbau. Es wird bis heute von der Eisenbahner-Baugenossenschaft München-Hauptbahnhof eG (EBM) verwaltet. Weitere, im Jahre 1911 entstandene und 1929 erweiterte Eisenbahnerwohnungen, die bis heute existent sind, finden sich an der Kreuzung von Schlüsselbergstraße und Altöttinger Straße. Direkt an den heutigen S-Bahn-Haltepunkt Berg am Laim angrenzend findet sich eine größere zusammenhängende Siedlung an Eisenbahnerwohnungen aus der Zeit zwischen den Weltkriegen.
Eingemeindung in die Stadt München
Am 1. Juli 1913 wurde die Gemeinde Berg am Laim in die königliche Haupt- und Residenzstadt München eingemeindet. Der Gemeinderat von Berg am Laim hatte fünf Anträge auf Eingemeindung bei der Stadt München eingereicht, bis endlich die Zustimmung erfolgte. Er erhoffte sich eine Anbindung an das Münchner Straßenbahnnetz, die jedoch erst 1926 zustande kam. Die Gemeinde Berg am Laim hatte sich durch Infrastrukturprojekte wie Kanalisation und Straßenbau verschuldet, ohne dies durch die Gemeindesteuern ausgleichen zu können; die Stadt München musste nun die Folgekosten zahlen.
Erschließung durch die Straßenbahn
In den späten 1920er und in den 1930er Jahren sollte sich das Stadtteilbild des bis dato immer noch überwiegend ländlich geprägten Berg am Laim in größerem Maße verändern, da nun die ersten Großwohnsiedlungen des sozialen Wohnungsbaus für viele tausend Menschen auf Berg am Laimer Gebiet geplant waren. Die Entwicklung des Stadtteils Berg am Laim ist dabei in engem Zusammenhang mit der Entwicklung des südlich angrenzenden Nachbarstadtteils Ramersdorf zu sehen, das bis in die 1920er Jahre hinein ebenfalls ländlich-dörflich geprägt war. 1926 wurde die bisher am Ostbahnhof endende Straßenbahn bis Berg am Laim und nach Ramersdorf verlängert, was die erste Voraussetzung für den geplanten Wohnungsbau in größerem Maße war.
Neuramersdorf – Die erste Großwohnsiedlung
Im Jahre 1928 wurde unter Wohnungsbaurat Karl Preis mit dem Bau der Großwohnsiedlung Neuramersdorf begonnen, die nördlich des alten Ramersdorfer Ortskernes entstand und die erste Siedlung des sozialen Wohnungsbaus in München überhaupt war. Die städtische Wohnungsbaugesellschaft GEWOFAG wurde eigens dazu 1928 gegründet. Zwischen 1928 und 1931 entstand der erste Bauabschnitt um die Melusinenstraße und den Piusplatz, also etwa zur Hälfte auf heutigem Berg am Laimer Gebiet. Zwischen 1936 und 1941 wurde die Siedlung um den Piusplatz herum nochmals deutlich erweitert. Die Wohngebäude dieser Siedlung bestehen bis heute.
Die Volkswohnungsanlage Berg am Laim
Zwischen 1936 und 1939 wurde zudem, als erste dieser Art in München, die sog. „Volkswohnungsanlage Berg am Laim“, entlang der Bad-Schachener-Straße zwischen Echardinger Straße und St.-Michael-Straße errichtet. Hierfür wurde, nach der 1928 neu gegründeten GEWOFAG, die städtische Wohnungsbaugesellschaft GWG wieder aktiviert. Die sogenannten „Volkswohnungen“ waren nach einem Konzept des NS-Reichsarbeitsministeriums „billigste Mietwohnungen in ein- oder mehrgeschossiger Bauweise“. Als Bezeichnung setzte sich der bis heute gebräuchliche Spitzname „Maikäfersiedlung“ durch, der den gartenstädtischen Charakter durch kleine Vorgärten und die Winzigkeit der Wohnungen („Kleinstwohnungen“) karikiert. Bereits seit mehreren Jahren läuft im Bereich der Maikäfersiedlung ein umfassendes Modernisierungsprogramm. Dabei werden die alten Wohngebäude aus den 1930er Jahren Schritt für Schritt leergezogen, abgebrochen und durch Neubauten ersetzt. Im Zuge dieser Neubauten wird auch die Infrastruktur der Maikäfersiedlung durch den Mitbau eines bisher nicht vorhandenen Supermarktes, einer Apotheke und mehrerer Arztpraxen spürbar verbessert. Der erste Bauabschnitt an der Echardinger- und an der Bad-Schachener-Straße wurde im Januar 2009 fertiggestellt und bezogen. In diesem Bauabschnitt befinden sich auch der Supermarkt, die Apotheke und die neuen Büros der Hausverwaltung.
„Heimanlage für Juden in Berg am Laim“
Vom 21. Juli 1941 bis zum 1. März 1943 bestand im Kloster der Barmherzigen Schwestern in Bayern das Sammellager Berg am Laim, im NS-Sprachgebrauch „Heimanlage für Juden in Berg am Laim“ genannt.

### 1945 bis heute
Sozialer Wohnungsbau 1945–1970
Nach 1945 wurden aufgrund der in München bestehenden Wohnungsnot durch den Zuzug vieler Flüchtlinge und die umfangreichen Kriegszerstörungen weitere Wohnungen im sozialen Wohnungsbau notwendig. Daher wurde bereits 1949, also nur vier Jahre nach Kriegsende, damit begonnen, die bestehende Wohnsiedlung Neuramersdorf zu erweitern. In den 1950er und 1960er Jahren wurde in einem umfangreichen Wohnungsbauprogramm der drei Gesellschaften GEWOFAG, GWG und EBM der gesamte Berg am Laimer Westen rund um Grafinger Straße, Schlüsselbergstraße und Altöttinger Straße mit Wohnungen des sozialen Wohnungsbaus bzw. Eisenbahnerwohnungen aufgefüllt. Anfang der 1970er Jahre waren die Baumaßnahmen komplett abgeschlossen. Seither sind nur in den 1990er Jahren nochmals kleinere Nachverdichtungen durch die genannten Gesellschaften erfolgt.
Der Berg am Laimer Osten
Im Osten Berg am Laims – also östlich der Baumkirchner Straße – entstand im Gegensatz zum Westteil in den 1950er und 1960er Jahren eine lockere Wohnbebauung, überwiegend mit Eigenhaussiedlungen. Ab den späten 1970er Jahren setzte dann auch im Berg am Laimer Osten der Geschosswohnungsbau ein, allerdings überwiegend mit Eigentumswohnungen, so zum Beispiel zuletzt Anfang der 1990er Jahre im Zuge der Neubausiedlung an der Jella-Lepman-Straße.
Verkehrliche Entwicklung
Um dem rasanten Bevölkerungsanstieg Berg am Laims in den 1950er und 1960er Jahren gerecht zu werden, wurde die Berg-am-Laim- bzw. Kreillerstraße, bis dato nur schmal als Landstraße ausgebaut, Ende der 1960er Jahre zur durchgehend vierspurigen Hauptstraße erweitert. Dadurch wurde der alte Ortskern an der Baumkirchner Straße sowohl optisch als auch verkehrstechnisch in zwei Hälften geteilt; historische Gebäude wie das alte Aumüllerhaus mussten abgebrochen werden. Die Straßenbahn wurde im Zuge dieser Umgestaltung auf eine baulich abgetrennte Trasse in der Fahrbahnmitte verlegt und vom Endpunkt an der Baumkirchner Straße bis an den Ostrand Berg am Laims zur St.-Veit-Straße verlängert. Diese Umbaumaßnahmen waren 1968 abgeschlossen.
Im Westteil Berg am Laims wurde in den 1960er Jahren der Mittlere Ring sechsspurig als Nord-Süd-Achse durch den Stadtteil gebaut. Das in Berg am Laim als Innsbrucker Ring bezeichnete Teilstück des Mittleren Rings wirkt ebenfalls als teilende Schneise und ist für Fußgänger und Radfahrer oft nur durch Unterführungen zu queren.
Eine weitere Straßenbauplanung für Berg am Laim wurde nie realisiert: in den 1960er Jahren war geplant, anstelle der später tatsächlich realisierten A 99 eine Autobahn auf Höhe Perlach von der A 8 abzuzweigen, in Nord-Süd-Richtung durch Perlach, Ramersdorf und Berg am Laim, und weiter durch Bogenhausen bzw. Oberföhring bis zur A 9 in Freimann zu führen. Diese Autobahn hätte Berg am Laim entlang des Hachinger Bachs bzw. der heutigen Else-Rosenfeld- und Virgilstraße durchquert und entsprechend nochmals geteilt. Die freigelassene Schneise ist heute noch gut gegenüber dem U-Bahnhof Josephsburg zu erkennen.

## Allgemeines

### Bevölkerung und Sozialstatistik
Im Stadtbezirk lebten Stand 31. Dezember 2023  47.037 Menschen. Die Einwohnerzahl wächst seit einigen Jahren kontinuierlich an, 2000 waren es knapp über 37.000 Einwohner. Der Ausländeranteil beträgt 26,4 Prozent (gesamtstädtischer Durchschnitt: 23,0 Prozent). Der Anteil der Einpersonenhaushalte liegt mit 54,3 Prozent im städtischen Mittel. 24,9 Prozent der Haushalte sind Zweipersonenhaushalte, 20,8 Prozent der Haushalte werden von drei oder mehr Personen bewohnt. Seit der Volkszählung vom 25. Mai 1987 ist die damalige Einwohnerzahl von 34.380 um rund 16 Prozent angestiegen. Das ist vor allem auf das seither entstandene Neubaugebiet an der Jella-Lepman-Straße sowie Nachverdichtungsmaßnahmen im gesamten Stadtteil zurückzuführen. Zum Jahresende 2006 waren im Stadtbezirk 1.374 Menschen als arbeitslos gemeldet.
Laut Schuldneratlas von Creditreform ist Berg am Laim der Münchner Stadtteil mit der höchsten Quote überschuldeter Erwachsener (11,8 Prozent im Jahr 2018), die ihre Schulden nicht mehr bedienen können.

### Gewerbe und Dienstleistungsstruktur

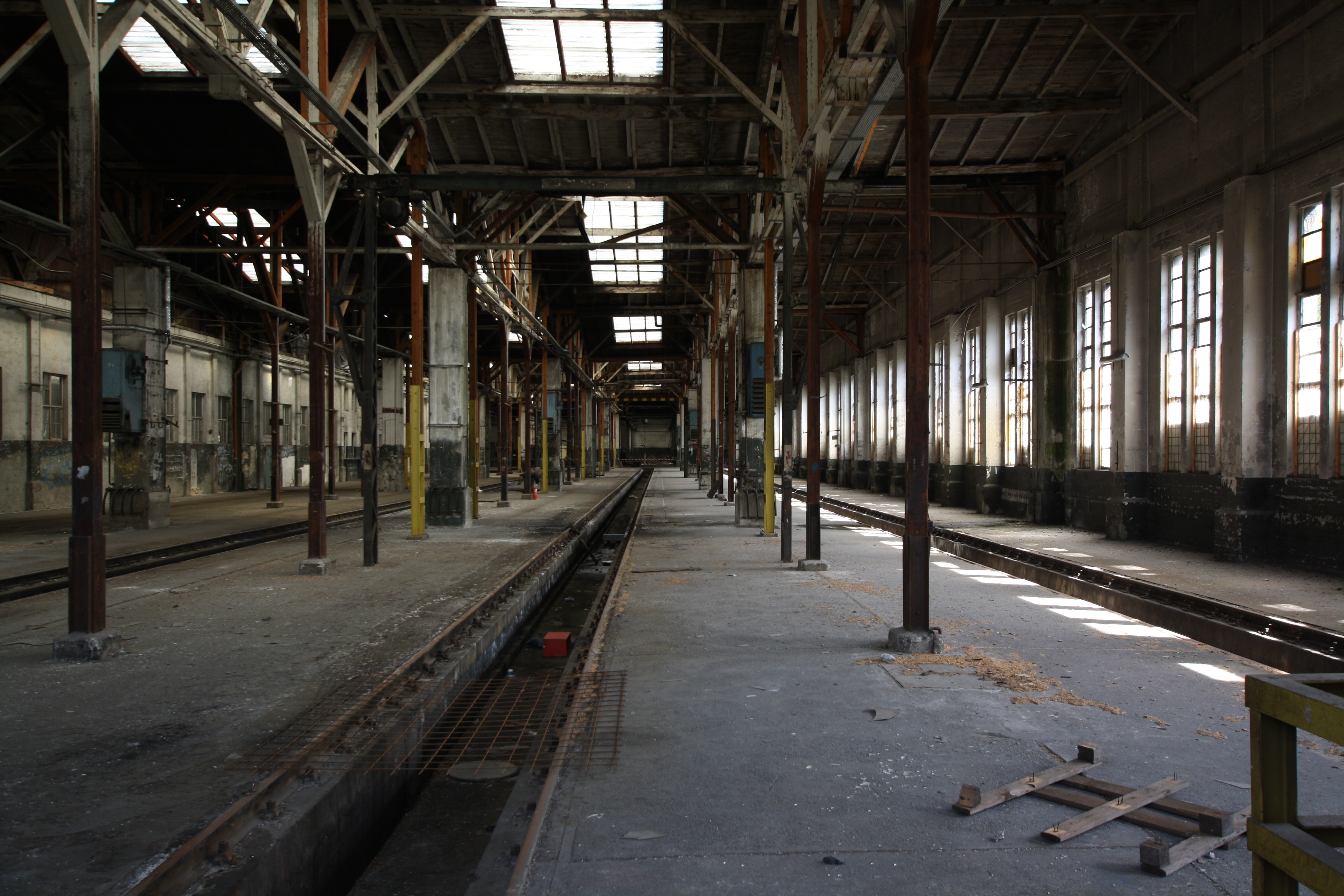
Ehemaliges Betriebswerk München 4

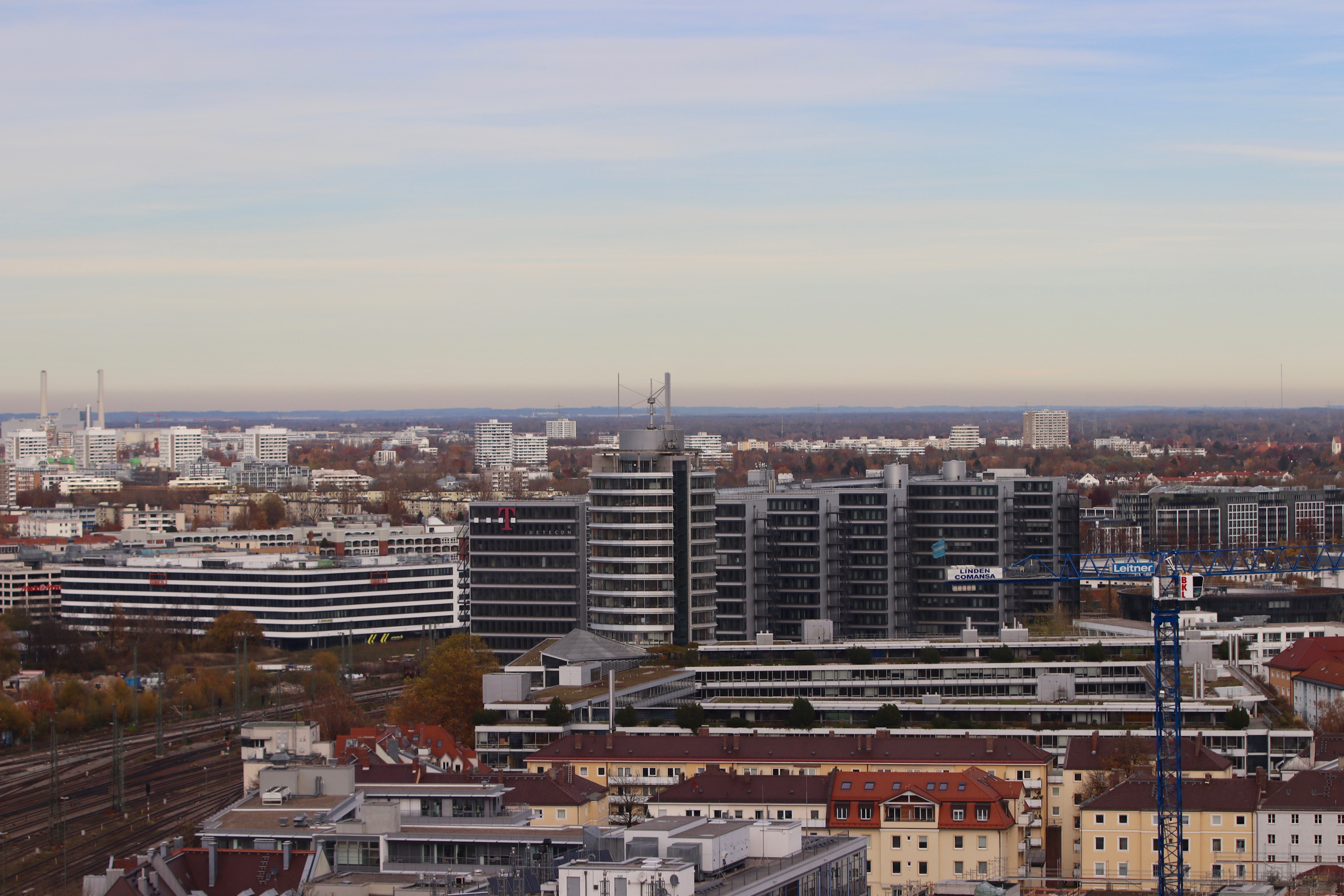
Blick auf die Telekom ten Towers und das Technische Rathaus von München im Stadtteil Berg am Leim

In Berg am Laim sind vorwiegend mittelständische Industrie- und Gewerbebetriebe ansässig. Hauptsächlich sind diese im Bereich Friedenstraße/Mühldorfstraße sowie entlang der Neumarkter Straße – dort beispielsweise der Bertelsmann Unternehmensbereich, die Penguin Random House Verlagsgruppe –, jeweils an den Bahnkörper angrenzend, ansässig. In letzter Zeit werden sie vor allem von Arbeitsplätzen im Dienstleistungs- und Verwaltungsbereich verdrängt, was durch den Abbruch der alten Industriegebäude (s. Bahnbetriebswerk München Ost) und den anschließenden Neubau moderner Bürogebäude das Stadtteilbild nachhaltig verändert. An der Grenze zum Ostbahnhof befand sich ein Industriegelände, unter anderem der Firmen Pfanni, Optimol Ölwerke und Zündapp, wo seit den 2010er Jahren das Werksviertel als ein vollständig neues Wohn- und Gewerbequartier errichtet wird.
An der Berg-am-Laim-Straße/Dingolfinger Straße, direkt an den Gleiskörper der Bahn angrenzend, wurde im Jahr 2005 der Neubau Ten Towers, ein Ensemble aus fünf identischen, jeweils 14-geschossigen und 50 m hohen Doppeltürmen, fertiggestellt. Die Türme sind dabei auf verschiedenen Stockwerksebenen durch Glasbrücken miteinander verbunden. Besonders auffällig ist die sogenannte Sky Lounge, der langgezogene Verbindungsgang zwischen zwei der Doppeltürme im 14. Stock. Die Ten Towers werden hauptsächlich von der Deutschen Telekom und ihren Tochtergesellschaften genutzt, wobei hier etwa 3.000 Arbeitsplätze des Konzerns untergebracht sind. Das Grundstück war zuvor jahrzehntelang Brachfläche und wurde von Gebrauchtwagenhändlern und zuletzt von einem Zirkus genutzt.
Geschäfte des täglichen Bedarfs und Supermärkte konzentrieren sich hauptsächlich entlang der Berg-am-Laim-Straße zwischen Ampfingstraße und Schlüsselbergstraße, an der Kreuzung Baumkirchner Straße/Berg-am-Laim-Straße/Kreillerstraße (Stadtteilzentrum), sowie an der Kreillerstraße auf Höhe der Schüleinstraße.

### Verkehr
Zentrale Verkehrsader ist die Berg-am-Laim-Straße, in deren Verlängerung Kreillerstraße und weiter nach Osten Wasserburger Landstraße genannt, die als B 304 nicht nur München mit Wasserburg am Inn verbindet, sondern auch den Verkehr der östlichen Umlandgemeinden nach München hineinleitet. Eine ähnliche Funktion übernehmen die Bad-Schachener-Straße und die an sie östlich anschließende Heinrich-Wieland-Straße, die in etwa die Südgrenze des Stadtbezirks bilden. Leuchtenbergring und Innsbrucker Ring, als Teile des Mittleren Rings, bilden die wichtigste Nord-Süd-Verbindung. Der Gleiskörper München-Ost – Riem wird durch die Leuchtenbergunterführung des Mittleren Ringes und durch die Truderinger Straße unterführt; dadurch entsteht eine Verbindung mit Bogenhausen. Durch die gewachsene, eher kleinräumige Struktur sind keine durchgehenden Wohnsammelstraßen von größerer Bedeutung vorhanden.
Berg am Laim ist im öffentlichen Nahverkehr durch S-Bahn, U-Bahn, Straßenbahn und Bus erschlossen. Der Münchner Ostbahnhof liegt am westlichen Rande von Berg am Laim, wodurch der Stadtteil direkt an das Regional- und Fernzugnetz der Deutschen Bahn mit Direktverbindungen zum Beispiel Richtung Stuttgart, Frankfurt am Main, Salzburg und Italien angeschlossen ist. Die Erschließung durch den öffentlichen Nahverkehr erfolgt wie folgt:
- am Nordrand des Stadtteils verläuft in Ost-West-Richtung der Ausläufer der 1972 eröffneten S-Bahn-Stammstrecke mit dem Bahnhof Ostbahnhof sowie den Haltepunkten Leuchtenbergring (S2, S4, S6 und S8) und Berg am Laim (S2, S4 und S6). Der Haltepunkt Berg am Laim wurde bis Anfang 2010 komplett umgebaut. Neben einer neuen Fußgängerunterführung wurde auch ein Aufzug eingebaut. Damit haben Radfahrer und Fußgänger eine eigene Passage parallel zu der bis dato gemeinsam mit dem Fahrzeugverkehr genutzten Berg-am-Laimer Unterführung.
- die U-Bahn-Linie U5 verläuft am West- und am Südrand des Stadtteils mit den Stationen Ostbahnhof, Innsbrucker Ring und Michaelibad. Am Innsbrucker Ring wird die U5 von der von Giesing kommenden U2 gekreuzt, die den Stadtbezirk in West-Ost-Richtung durchquert und dabei die Stationen Josephsburg (etwa in der Mitte des Stadtteils) sowie Kreillerstraße (am Ostrand des Stadtteils) anfährt. Die Stationen Innsbrucker Ring und Michaelibad wurden mit dem Neubau der U2 1980 eröffnet, ab 1988 fädelte die vom Stadtzentrum verlängerte U5 am Innsbrucker Ring in die nun gemeinsame Strecke nach Neuperlach ein. Seit 1999 verkehrt hier nur noch die U5, die U2 wurde stattdessen über einen neuen Ostast zur Messestadt Riem geführt. Die Verstärkerlinie U7, die 2011 eingeführt wurde, kommt über die U2-Strecke aus der Innenstadt und wechselt am Innsbrucker Ring auf die Strecke der U5 nach Neuperlach.
- die Straßenbahnlinie 21 (früher: 19, bis zur Eröffnung der neuen Linie 19) verkehrt entlang der Berg-am-Laim- und Kreillerstraße in Ost-West-Richtung und bindet Berg am Laim direkt an den Ostbahnhof und die Altstadt an. Die Straßenbahnstrecke vom Ostbahnhof nach Berg am Laim wurde am 15. September 1926 eröffnet und endete zunächst an der Baumkirchner Straße (die Wendeschleife befand sich auf Höhe des heutigen Wochenmarktes an der Baumkirchner Straße). Die Eröffnung der Verlängerung der Strecke zur heutigen Endstation St.-Veit-Straße erfolgte am 21. April 1968 in Verbindung mit dem Ausbau der Berg-am-Laim- und Kreillerstraße zur vierspurigen Hauptstraße. Die Straßenbahnlinie 19 verkehrt von Haidhausen kommend über Bogenhausener Gebiet zum S-Bahn-Haltepunkt Berg am Laim (nördlich).
- ergänzt wird der ÖPNV durch Buslinien der Münchner Verkehrsgesellschaft, die als Zubringer zu den Schnellbahnen sowie als Querverbindung in die angrenzenden Stadtbezirke dienen. Dabei verlaufen die Linien 59 und 187 in Nord-Süd-Richtung, die Linien 190 und 191 verbinden den Ostbahnhof und den Bahnhof Berg am Laim, die Linie 185 verläuft vom Bahnhof Berg am Laim ostwärts. Die von Neuperlach Süd kommende Linie 195 verbindet im Stadtbezirk Berg am Laim die Tram-Endhaltestelle St.-Veit-Straße mit dem U-Bahnhof Michaelibad.

### Grünflächen

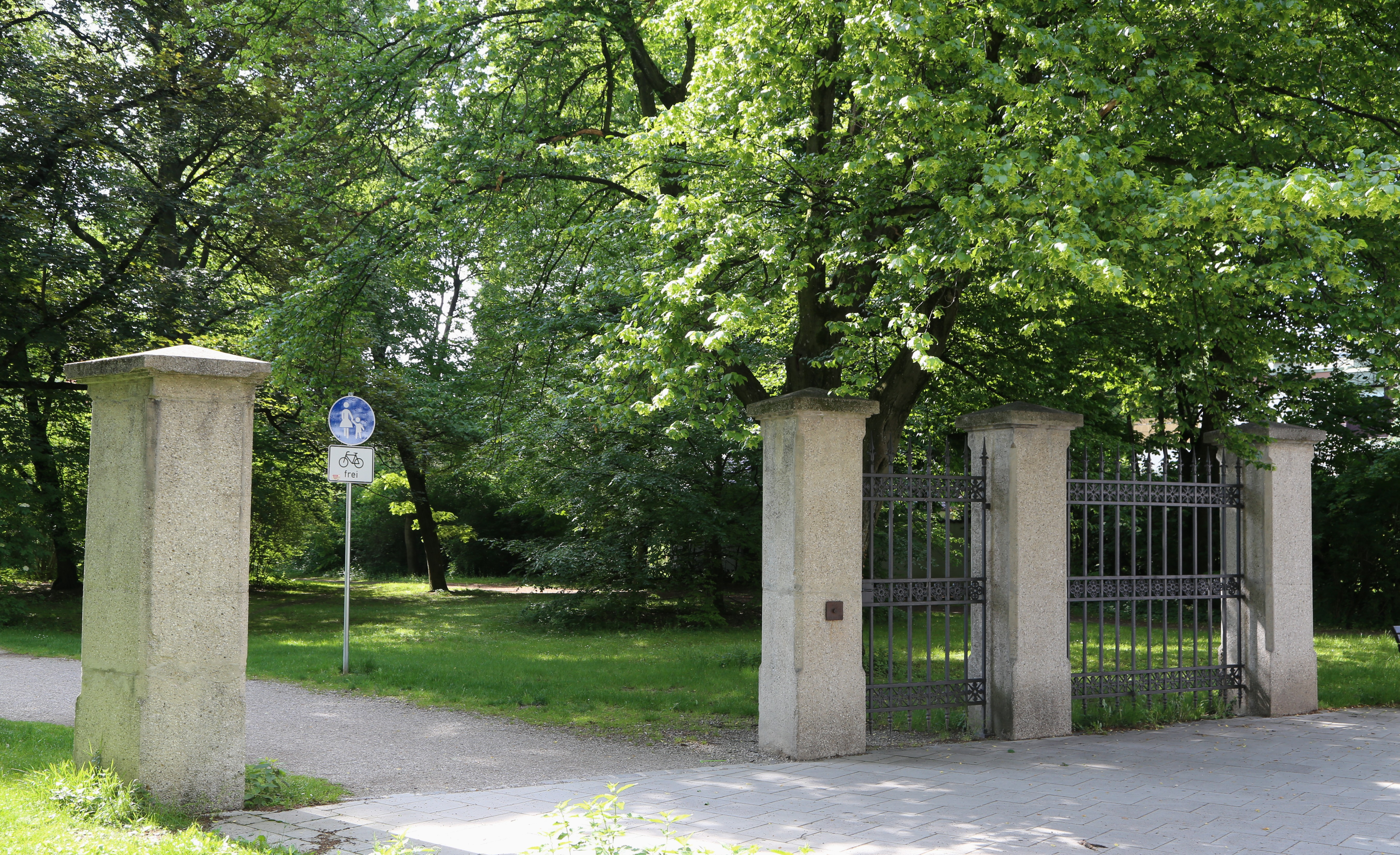
Behrpark: Eingang an der Baumkirchner Straße

In Berg am Laim befinden sich folgende Grünanlagen:
- Der Piusplatz ist der zentrale Platz der gleichnamigen GEWOFAG-Großsiedlung (sozialer Wohnungsbau) im Westen des Stadtteils. Er wurde zwischen 2008 und 2012 im Rahmen des Projekts „Soziale Stadt“ umgestaltet und aufgewertet.
- Der Echardinger Grünstreifen zieht sich als grünes Band entlang der Fehwiesenstraße und Echardinger Straße von der Höhe Berg-am-Laim-Straße bis zur Höhe Bad-Schachener-Straße. Hier ist neben einem Spielplatz und einer Kleingartenanlage auch die vor einigen Jahren wieder aufgebaute Echardinger Kapelle zu finden.
- Der Behrpark im alten Ortskern Berg am Laims, zwischen Baumkirchner Straße und Bertschstraße, gehört zu den kleineren Grünanlagen des Stadtteils.
- Der Michaelianger ist die größte öffentliche Grünfläche in Berg am Laim. Er schließt an die Kleingärten des Echardinger Grünstreifens an und erstreckt sich von der Echardinger Straße im Westen bis zur St.-Veit-Straße im Osten. Der westliche Teil zwischen Echardinger Straße und St.-Michael-Straße heißt auch Echardinger Park; er wurde erst vor wenigen Jahren fertiggestellt und bietet einen Basketballplatz, einen Spielplatz sowie großzügige Liegewiesen. Der östliche Teil wird an der St.-Michael-Straße teilweise von einer Brachfläche unterbrochen; ab etwa Höhe Rahel-Straus-Weg bis St.-Veit-Straße wurde er in den 1990er Jahren im Zuge der Neubausiedlung Jella-Lepman-Straße fertiggestellt. Hier finden sich ein Spielplatz sowie ein öffentlicher Fußballplatz. Zeitweise gastiert auf dieser Fläche auch ein Wanderzirkus.
- Der westliche Teil Berg am Laims rund um Grafinger Straße, Altöttinger Straße und Schlüsselbergstraße ist größtenteils mit Wohnsiedlungen der beiden städtischen Wohnungsbaugesellschaften GEWOFAG und GWG bebaut. Diese sind mit relativ großzügigen Freiräumen zwischen den einzelnen Wohngebäuden angelegt, so dass sich hier vor allem abseits der Straßen in den Innenhöfen zahllose kleinere Grünflächen mit Sitzbänken und Spielplätzen finden.
- Weitere Grünanlagen befinden sich unter anderem am Schüleinplatz (mit dem Schüleinbrunnen) und am Überseeplatz.

### Öffentliche Einrichtungen
Berg am Laim besitzt mit dem im Jahr 2000 fertiggestellten Technischen Rathaus eines der wichtigsten städtischen Referate. Das Gebäude mit seinem markanten, 18 Stockwerke hohen Rundturm mitsamt aufgesetztem Windrotor bildet dabei einen interessanten Blickpunkt am westlichen Eingang in den Stadtteil Berg am Laim.
Daneben ist der bayerische Hauptsitz der Malteser zu erwähnen.
Berg am Laim verfügt an der Kreuzung Berg-am-Laim-Straße/Schlüsselbergstraße über eine eigene Zweigstelle der Münchner Stadtbibliothek, wobei diese zu den flächenmäßig kleinsten Zweigstellen gehört.
Der Stadtbezirk verfügt über mehrere Schulen, darunter drei Grundschulen, zwei Mittelschulen, zwei Realschulen und das 1971 erbaute Michaeli-Gymnasium. Mit 1.631 Schülern im Schuljahr 2023/24 ist es eines der größten Gymnasien Münchens. Bis zur Eröffnung des Gymnasiums Trudering kam ein beträchtlicher Teil der Schüler aus den Stadtteilen Trudering und Waldtrudering, die über kein eigenes Gymnasium verfügten.

### Kultur

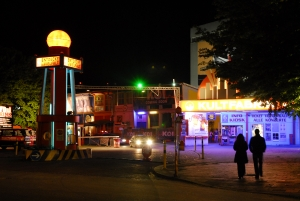
Eingang zur ehemaligen Kultfabrik (2007)

Im äußersten Westen von Berg am Laim, entlang der Friedenstraße und Grafinger Straße, liegt das Areal der ehemaligen Pfanni- und Optimolwerke, die mit der Nachnutzung durch den Kunstpark Ost von 1996 bis 2003 und dessen Nachfolger Kultfabrik von 2003 bis 2016, sowie das westlich davon liegende und von 2003 bis 2018 bestehende Clubareal Optimolwerke und die von 2000 bis 2008 an der Rosenheimer Straße liegenden Georg-Elser-Hallen zu einer der größten Partymeilen Europas wurden und jedes Wochenende Zehntausende Nachtschwärmer anlockten. Auf dem Gelände des Kunstpark Ost und des Nachfolgers Kultfabrik befanden sich neben mehr als dreißig Diskotheken und Bars auch viele Künstlerateliers und kleine Handwerksbetriebe. Dies alles war eine zwei Jahrzehnte andauernde „Zwischennutzung“: für das gesamte Industriegelände ist seit 2010 zunächst unter dem Projektnamen ROST (Rund um den OSTbahnhof) und inzwischen unter dem Namen Werksviertel eine weitgehende Neubebauung mit einer Mischung aus Wohnungsbau, Bürogebäuden, Kunst-, Gastronomie- und Sportangeboten, einem Musical-Theater sowie einem neuen Konzerthaus vorgesehen.

### Baudenkmäler
- Liste der Baudenkmäler in Berg am Laim

## Politik
- Linke: 1
- SPD: 5
- Grüne: 6
- FW/ÖDP: 2
- FDP: 1
- CSU: 6

Der Bezirksausschuss von Berg am Laim wurde zuletzt am 15. März 2020 gewählt. Seit 2020 ist Alexander Friedrich (SPD) der Vorsitzende des Bezirksausschusses Berg am Laim. Die Sitzverteilung lautet wie folgt: CSU 6, Grüne 6, SPD 5, FW 2, Linke 1 und FDP 1. Von den 31.616 stimmberechtigten Einwohnern in Berg am Laim haben 13.966 von ihrem Wahlrecht Gebrauch gemacht, womit die Wahlbeteiligung bei 44,2 Prozent lag.

## Statistik
(Stand jeweils am 31. Dezember, Einwohner mit Hauptwohnsitz)
| Jahr | Einwohner | davon Ausländer | Einwohner je km² |
| ---- | --------- | --------------- | ---------------- |
| 2000 | 37.110    | 09.252 (24,9 %) | 5.876            |
| 2001 | 37.625    | 09.526 (25,3 %) | 5.958            |
| 2002 | 37.811    | 09.641 (25,5 %) | 5.987            |
| 2003 | 37.639    | 09.519 (25,3 %) | 5.960            |
| 2004 | 38.145    | 09.725 (25,5 %) | 6.042            |
| 2005 | 38.341    | 09.969 (26,0 %) | 6.074            |
| 2006 | 39.009    | 10.131 (26,0 %) | 6.180            |
| 2007 | 39.786    | 10.522 (26,4 %) | 6.303            |
| 2008 | 40.050    | 10.758 (26,9 %) | 6.342            |
| 2009 | 39.787    | 10.579 (26,6 %) | 6.301            |
| 2010 | 40.550    | 10.960 (27,0 %) | 6.422            |
| 2011 | 41.342    | 11.358 (27,5 %) | 6.547            |
| 2012 | 42.310    | 11.933 (28,2 %) | 6.700            |
| 2013 | 43.068    | 12.433 (28,9 %) | 6.820            |
| 2014 | 44.022    | 13.141 (29,8 %) | 6.971            |
| 2015 | 45.035    | 14.044 (31,2 %) | 7.132            |
| 2016 | 45.655    | 14.412 (31,6 %) | 7.230            |
| 2017 | 45.582    | 14.254 (31,3 %) | 7.219            |
| 2018 | 46.098    | 14.702 (31,9 %) | 7.300            |
| 2019 | 47.000    | 15.356 (32,7 %) | 7.443            |
| 2020 | 46.915    | 15.386 (32,8 %) | 7.429            |
| 2021 | 46.769    | 15.591 (33,3 %) | 7.406            |
| 2022 | 47.148    | 16.243 (34,5 %) | 7.466            |
| 2023 | 47.037    | 16.216 (34,5 %) | 7.448            |
| 2024 | 47.367    | 16.625 (35,1 %) | 7.500            |

Quelle mit weiteren Daten